# Les Autels-Saint-Bazile
Les Autels-Saint-Bazile település Franciaországban, Calvados megyében. Lakosainak száma 49 fő (2018. január 1.). Les Autels-Saint-Bazile La Chapelle-Haute-Grue, Sainte-Foy-de-Montgommery, Tortisambert, L’Oudon, Crouttes, Le Renouard és Val-de-Vie községekkel határos.

## Népesség
A település népességének változása:
| Lakosok száma | 105  | 95   | 63   | 52   | 51   | 48   | 49   | 50   | 50   | 49   |
|               | 1962 | 1968 | 1982 | 1990 | 1999 | 2008 | 2011 | 2013 | 2017 | 2018 |